# George Ferdinand Becker
Pour les articles homonymes, voir Becker.
George Ferdinand Becker (1847-1919) est un géologue américain. Ses travaux les plus importants portent sur l'origine et le mode d'occurrence des gisements de minerai, en particulier ceux de l'ouest des États-Unis.

## Biographie
Becker est né à New York, le 5 janvier 1847. Il est le fils d'Alexander Christian Becker et de Sarah Carey Tuckerman Becker de Boston, Massachusetts. Il est diplômé de l'Université Harvard en 1868, étudie à Heidelberg, recevant le diplôme de doctorat en 1869 et, deux ans plus tard, réussit l'examen final de l'École royale des mines de Berlin. De 1875 à 1879, il est professeur d'exploitation minière et de métallurgie à l'Université de Californie à Berkeley, et en 1879, il se connecte à l'Institut d'études géologiques des États-Unis, puis est chargé de la division californienne de géologie. En 1880, il est nommé agent spécial du 10e recensement et, en 1882, il est en outre nommé agent spécial chargé de l'enquête sur les industries des métaux précieux.
Becker est un chef de file en géologie minière et en géophysique et, pendant de nombreuses années, il est le chef de la Division de la recherche chimique et physique de l'Institut d'études géologiques des États-Unis. Les recherches sous sa direction conduisent à la création du Laboratoire de géophysique de la Carnegie Institution.
En 1896, Becker examine les mines d'or d'Afrique du Sud et, au moment de la Guerre hispano-américaine, il est chargé de servir comme géologue dans l'état-major du général Bell avec l'armée dans les îles Philippines. Becker est président de la Société américaine de géologie en 1914,. Il est décédé le 20 avril 1919 à Washington, DC .